# 길주·명천 지구대
길주·명천 지구대(吉州·明川地溝帶)는 함경북도 길주 남대천의 하구에서 길주, 명천, 영안 등을 거쳐 어랑천 하류에 이르는 선을 중축으로 하는 좁고 긴 지대이다. 이는 제3기 중신세에 개마고원의 융기에 따라 그 남연에 함경계의 단층군이 생긴 것과 동시에 함락하여 그 남쪽 칠보산 지루를 절단 분리시켜 이루어진 단층곡이다. 이 지구대의 기반암은 화강암이고 그 위에 제3기층이 퇴적되어 있는데, 갈탄(함북 남부 탄전)이 매장되어 있다. 이와 같이 단층곡으로 함탄 제3기 지층, 현무암, 백두암 등이 충전되어 있어서 지형적으로는 그리 현저하지 않으나 지질적으로는 일찍부터 사계 학자들의 주의를 끌고 있다.

## 참고 자료
- 이 문서에는 다음커뮤니케이션(현 카카오)에서 GFDL 또는 CC-SA 라이선스로 배포한 글로벌 세계대백과사전의 내용을 기초로 작성된 글이 포함되어 있습니다.